# Phlebarcys basiplagiata
Phlebarcys basiplagiata är en insektsart som beskrevs av Schmidt 1910. Phlebarcys basiplagiata ingår i släktet Phlebarcys och familjen spottstritar. Inga underarter finns listade i Catalogue of Life.